# Okraj Bumthang
Okraj Bumthang  (Dzongkha:  བུམ་ཐང་རྫོང་ཁག་ ; Wylie: Bum-thang rzong-khag  v Butanu, je administrativna upravna enota (dzongkhag) v centralni  pokrajini ( dzongdey). Je zgodovinsko najpomembnejši okraj s številnimi starodavnimi templji in svetimi mesti. Iz tega okraja izvira tudi sedanja dinastija butanskih monarhov Vangčuk. Bumthang sestavljajo štiri gorske doline Ura, Čumej, Tang in Čoekor ('Bumtang'), včasih pa se celoten okraj poimenuje kot dolina Bumthang.
Bumthang v direktnem prevodu pomeni 'lepo polje' – tang pomeni ravno območje ali ravnina in bum je skrajšano bodisi bumpa (posoda za sveto vodo, torej opisuje naravno obliko doline), bodisi enostavno bum ('dekle', s pomenom da je to 'dolina lepih deklet'). Ime okraja naj bi začeli uporabljati po izgradnji budističnega samostana Džambaj, enega od dveh najstarejših templjev v Butanu, ki ga je v 7. stoletju dal zgraditi ustanovitelj Tibetanskega imperija Songcen Gampo.  
Upravno središče okraja je Džakar dzong.

## Gospodarstvo
Kmetije v Bumthangu pridelujejo  ajdo, proso, mlečne proizvode, med, jabolka, krompir, riž in lesne proizvode.

## Jeziki
Jezike, ki jih govorijo v okraju Bumhtang imenujemo 'bumtanščina' (Bumthangkha). To je jezik iz družine tibetansko-burmanskih jezikov tudi poznan pod imenom kengščina (Khengkha) in je zelo soroden butanskemu uradnemu jeziku Dzongkha. Bumtanščina je delno razumljiva govorcem Dzongkha jezika, ki izvirajo iz dolin zahodno od Bumthanga. Vsaka od štirih dolin Bumthang ima svoje narečje. Razumejo jo tudi ostanki ljudstva kraljevine Keng, blizu in v okraju Šemgang na jugu, ki govorijo kengščino (Khengkha). Zgodovinsko je bumtanščina in njeni govorci imela tesne povezave z govorci kurtöpščine na vzhodu, jezikom Nupbikha na zahodu, in kengščino na jugu do te mere, da so vsi ti jeziki lahko uvrščeni v širšo skupino bumtanskih jezikov.
Ogrožen jezik Brokat,  južno-bodiš jezik, govori le še 300 ljudi v vasi Dhur v dolini Bumthang. Jezik je ostanek govora skupnosti pastirjev jakov.

## Administrativna delitev
Okraj Bumthang je razdeljen v štiri vaške skupnosti (gewog):
- Čume Gevog
- Čokhor Gevog
- Tang Gevog
- Ura Gevog

V Bumthangu je tudi nekaj trških naselij:
- Čumej
- Prakar
- Džakar – administrativno glavno mesto okraja
- Tang
- Ura

## Naravno okolje
Večina ozemlja okraja Bumthang spada v zaščitena območja Butana. Severni dve tretjini okraja (vaške skupnosti gewog Čoekor in Tang) spadata v Narodni park stoletni Vangčuck, prepreden z žepi tako imenovanih bioloških koridorjev. Južni Bumthang (vaške skupnosti Čume, Tang in Ura) je del drugega zaščitenega območja, Narodni park Thrumšingla.
Območje Bumthanga je poznano po domovanju številne populacije črnovratih čapelj, ki se pozimi selijo.

## Znamenitosti okraja
- Membar Tšo (Goreče jezero), kjer so bili skriti zapisi Padmasambhava v 8. stoletju, ki jih je kasneje odkril Pema Lingpa v 15. stoletju.
- Samostan Kurdžej, poslednje mesto za ostanke prvih treh butanskih kraljev.
- Džakar dzong, nedaleč o glavnega trškega naselja Džakar.
- Samostan Džambaj, eden o dveh najstarejših templjev v Butanu, ki ga je dal v 7. stoletju zgraditi ustanovitelj Tibetanskega imperija Songcen Gampo.
- Samostan Tamšing, najpomembnejša Nyingma inštitucija.
- Samostan Padtšaling, samostan je ustanovil prvi Padtšaling Tulku Sidha Namgjal Lendub leta 1769.

## Poglej tudi
- Okraji v Butanu
- Provinca Bumtang